# Paspalum lacustre
Paspalum lacustre är en gräsart som beskrevs av Mary Agnes Chase och Jason Richard Swallen. Paspalum lacustre ingår i släktet tvillinghirser, och familjen gräs. Inga underarter finns listade i Catalogue of Life.